# Euphorbia glandularis
Euphorbia glandularis är en törelväxtart som beskrevs av Leslie Larry Charles Leach och Graham Williamson. Euphorbia glandularis ingår i släktet törlar, och familjen törelväxter. Inga underarter finns listade i Catalogue of Life.